# Freddy Smets
 (janvier 2016).
Si vous disposez d'ouvrages ou d'articles de référence ou si vous connaissez des sites web de qualité traitant du thème abordé ici, merci de compléter l'article en donnant les références utiles à sa vérifiabilité et en les liant à la section « Notes et références ».
Freddy Smets est un footballeur belge devenu entraîneur né le 14 mars 1957 à Malines.
Il dirige les joueurs du RWD Molenbeek, ceux de La Louvière et enfin ceux de Saint-Trond.